# شيوعية الغولاش

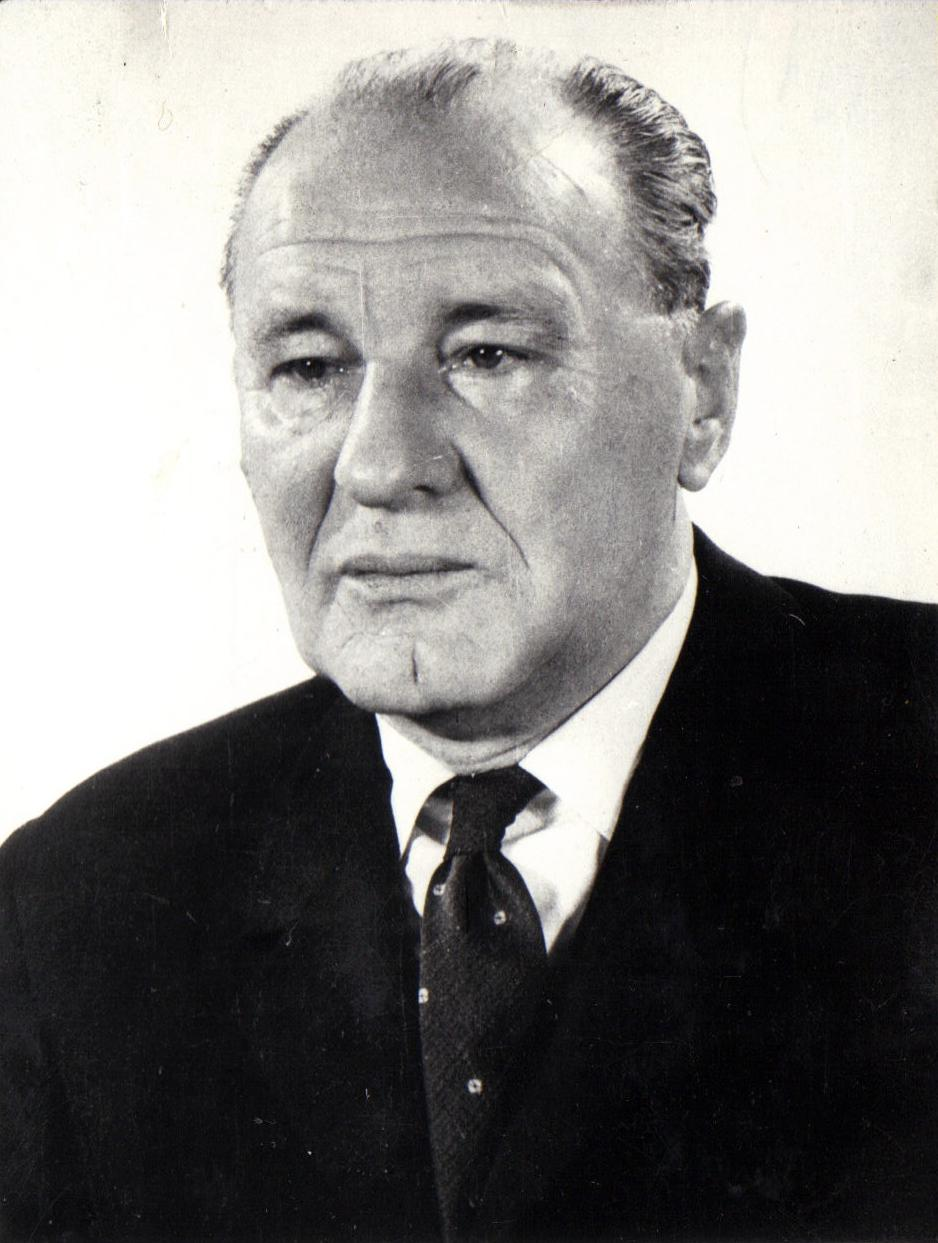
يانوس كادار

شيوعية الغولاش (بالإنجليزية: Goulash Communism، بالهنغارية: Guliáskominizus ) يطلق عليها أيضًا اسم الكادارية أو الذوبان المجري، وتشير إلى تنوعات الشيوعية في المجر في أعقاب الثورة المجرية في عام 1956. فرض يانوش كادار وجمهورية المجر الشعبية سياسات تهدف إلى إيجاد مستويات معيشية عالية الجودة لشعب المجر مقرونةً بإصلاحات اقتصادية. وعززت هذه الإصلاحات الإحساس بالرفاه والحرية الثقافية النسبية في المجر وعززت أيضًا سمعتها بكونها «أسعد ثكنات» الكتلة الشرقية خلال الفترة بين الستينيات والسبعينيات. ومع وجود عناصر من اقتصاديات السوق المنظمة، فضلًا عن تحسن سجل حقوق الإنسان، فقد مثلت إصلاحًا مهمًا وانحرافًا عن المبادئ الستالينية التي طبقت على المجر في العقد السابق.
الاسم هو استعارة مجازية مشتقة من طبق الغولاش المجري التقليدي. يُصنع طبق الغولاش من مجموعة متنوعة من المكونات المتباينة؛ وهنا إشارة إلى كيفية تحول الشيوعية المجرية إلى أيديولوجية مختلطة لم تعد تلتزم بدقة بالتفسيرات الماركسية-اللينينية للعقد السابق. شهدت فترة «الاستهلاكية الزائفة» هذه زيادة في الشؤون الخارجية واستهلاك السلع الاستهلاكية أيضًا.

## الأصول

### الثورة المجرية عام 1956
خلقت الروايات التاريخية المؤدية إلى الثورة المجرية عام 1956 متضمنةً إياها جوًا لبدء شيوعية الغولاش. ترأس ماتياش راكوشي الحزب الشيوعي المجري حتى وفاته في ثورة 1956. وضع راكوشي نموذجًا للشيوعية المجرية بعد جوزيف ستالين في الاتحاد السوفييتي. وفي هذا الصدد، ساعد في تنفيذ عملية تحول صناعي واسعة للبلد. جلب التغيير السريع في الصناعة ازديادًا مبدئيًا في الاقتصاد، ولكن في نهاية المطاف ترك العديد من الناس بظروف معيشية أسوأ. في عام 1951 توجب على المجريين استخدام نظام التذاكر لشراء اللوازم الأساسية. بعد وفاة ستالين عام 1953 أراد الاتحاد السوفييتي تغييرًا في قيادة المجر موصيًا بإيمري ناغ. اتخذ إيمري ناغ خطوات في حكومته نحو «التحرر السياسي» لدرجة أنه في عام 1955 أُبعد من منصبه في الحكومة من قبل راكوشي المدعوم بدوره من قِبل الاتحاد السوفييتي. عاد إيمري ناغ لقيادة الحكومة خلال ثورة 1956. وخلال شهري أكتوبر ونوفمبر 1956، ثار شعب المجر على الوضع السياسي والاقتصادي المفروض عليهم. جاء رد فعل الاتحاد السوفييتي بالقوة العسكرية وإطفاء الانتفاضة مع تغيير قيادة الدولة وتسليمها إلى يانوش كادار بصفته الأمين العام في عام 1956.

### يانوش كادار
انضم يانوش كادار إلى الحزب الشيوعي حينما كان أمرًا غير قانونيًا عام 1931. اعتقل بتهمة التآمر بعد فترة وجيزة. وبعد عقد من الزمان انضم مرة أخرى إلى الحزب في عام 1941 لكنه توارى عن الأنظار حتى نهاية الحرب العالمية الثانية، عندما تحولت المجر للشيوعية بعد احتلال الجيش الأحمر، عن طريق انتخابات «الاقتراع الأزرق». بدأ ممارسة الشيوعية علنًا وعمل في جميع أنحاء الحكومة الشيوعية المجرية الجديدة حتى تم اعتقاله للمرة الثالثة بزعم أنه «عميل سري» ضد الحزب. وبعد وفاة ستالين ، أطلق إيمري ناغ سراح العديد من الأشخاص من السجن، وكان كادار من ضمنهم. أطلق سراحه وأعيد تأهيله. أصبح مشهورًا كونه ضحية عمليات ستالين التطهيرية، وهو دليل على وقوفه ضد إدارة راكوشي السابقة. في يوليو 1956 تم انتخابه في المكتب السياسي المجري. وفي الخامس والعشرين من أكتوبر 1956 انتخب في خضم الثورة لمنصب الأمين الأول للحزب المعروف باسم حزب الشعب العامل المجري (إم دي بّي). وبعد ستة أيام، أعيد تنظيم الحزب باعتباره حزب العمال الاشتراكي المجري (إم إس زد إم بّي)، وكان كادار أول زعيم له. ثم استدعاه المكتب السياسي للاتحاد السوفييتي إلى موسكو حيث رشحه ليكون الزعيم الجديد للمجر. كان ذا تأثير كبير في الشؤون السياسية للبلد حتى عام 1988.